# S-100

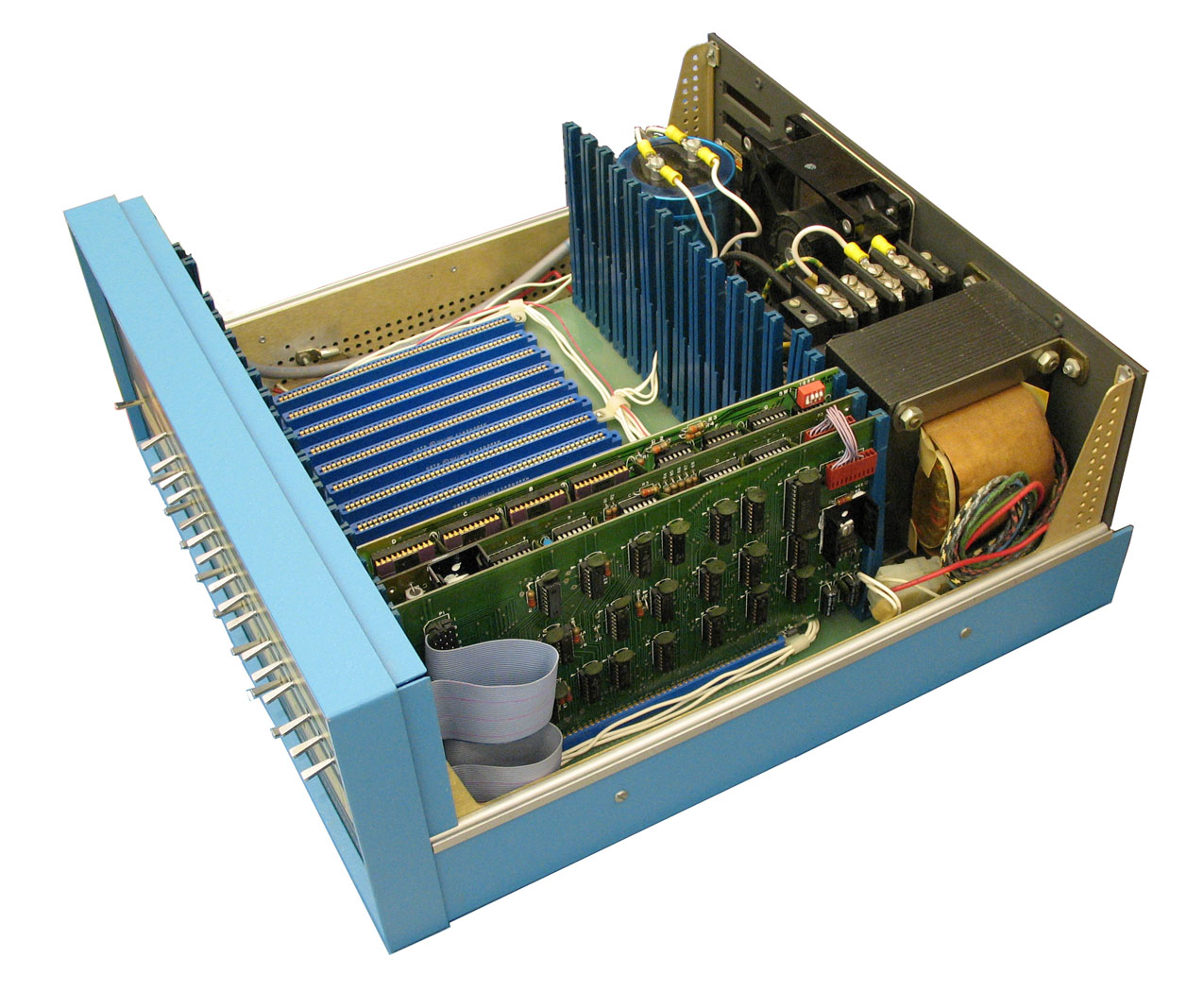
Vista dell'interno del MITS Altair 8800: i connettori che si vedono sono quelli del bus S-100 in cui venivano inserite le schede di espansione del computer.

L'S-100 è un bus usato in alcuni dei primi microcomputer per collegare la scheda madre alle altre schede logiche. È così chiamato perché i connettori utilizzati prevedono 100 linee: 16 per l'indirizzo, 8 + 8 per i dati, 38 per i segnali di controllo, 6 per l'alimentazione (le altre rimanevano inutilizzate). Le alimentazioni fornite erano +8 V e ±18 V non regolate, che poi erano regolate sulle schede a +5 V per alimentare le logiche TTL e ±12 V per l'interfaccia RS-232.

## Storia
Sviluppato nel 1974 da Ed Roberts inizialmente per l'Altair 8800 (e per questo chiamato anche Altair bus), fu in seguito adottato anche da altri produttori. Consisteva in pratica nel trasferimento su un connettore dei vari pin del processore. Il suo utilizzo era motivato dal fatto che alcuni componenti non erano ancora disponibili al momento della progettazione della piastra madre.
La progettazione di tale bus non era particolarmente curata, c'erano infatti linee di alimentazione a tensioni diverse poste su contatti adiacenti con grossi rischi di danneggiamento in caso di accidentale cortocircuito. Ciò nonostante divenne in pratica il bus standard delle macchine su cui girava il sistema operativo CP/M. Fu in pratica il primo bus diventato uno standard industriale, anche se i vari fabbricanti di schede non utilizzarono sempre le varie linee per gli stessi segnali causando una certa incompatibilità. Nel 1983, quando il suo utilizzo ormai iniziava a declinare, venne standardizzato dall'IEEE con il codice IEEE 696.
È stato utilizzato sul computer della Monroe System 2000. Utilizzava 5 slot a 100 linee e 4 slot a 72 contatti. Il processore utilizzato era l'Intel 80186. Tutto su questo pc era non standard, anche la connessione dell'alimentatore non era di quelli usualmente utilizzati. La scheda madre aveva una porta parallela e due seriali integrate, il controller per il floppy disk da 5¼ pollici era integrato, il controller per l'HD era su scheda probabilmente SCSI.